# Tsola Dragoycheva
Tsola Dragoycheva (en bulgare : Цола Нинчева Драгойчева, connue aussi sous le pseudonyme de Sonya), née le 18 août 1898 à Byala Slatina (Bulgarie) et morte le 26 mai 1993 à Sofia (Bulgarie), est une femme politique bulgare. Membre du Parti communiste bulgare, elle est ministre des Postes, des Télégraphes et des Téléphones entre 1947 et 1957. Elle est la première femme ministre de Bulgarie.

## Biographie

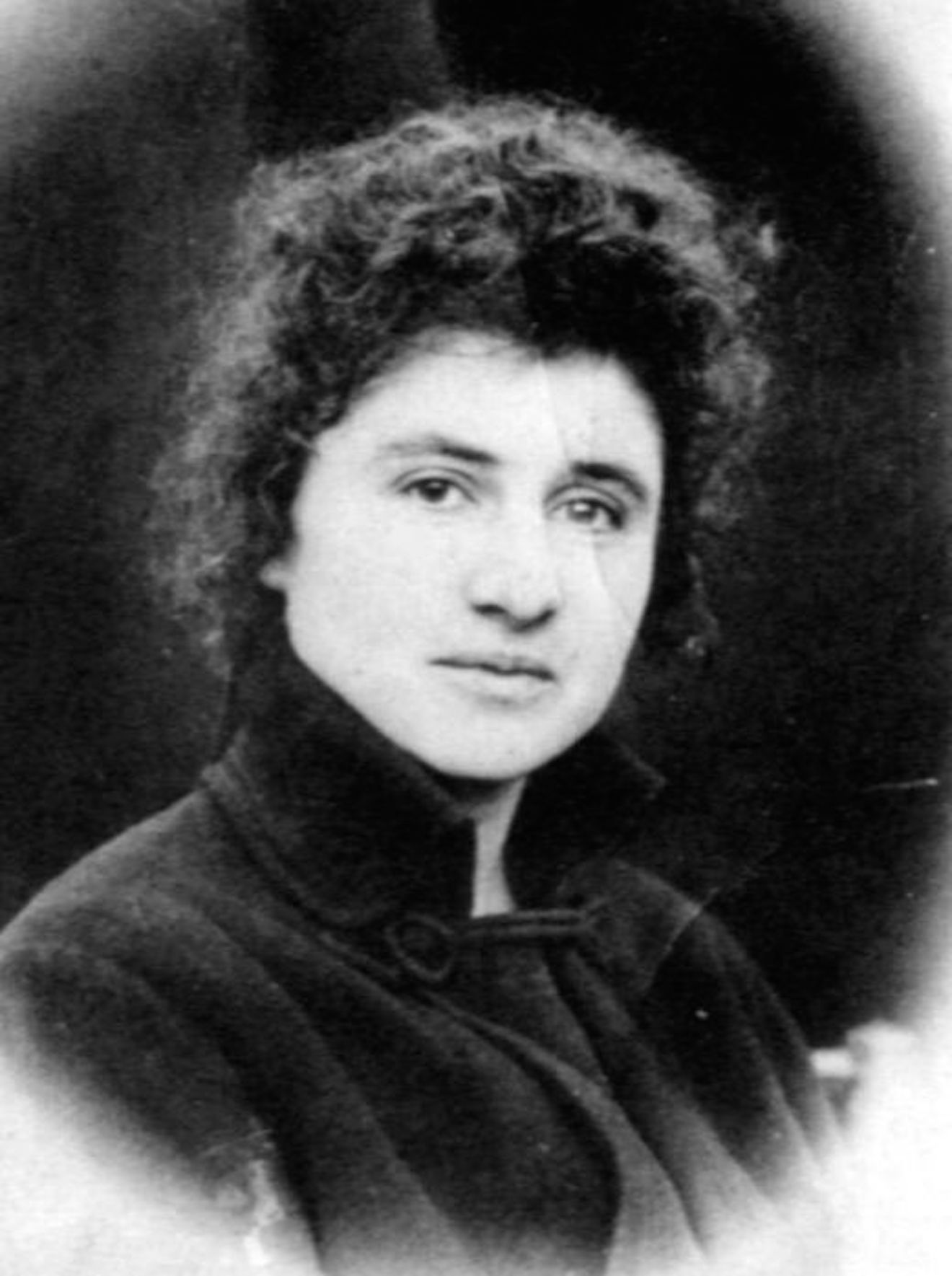
Tsola Dragoycheva dans sa jeunesse.

En 1919, elle rejoint le Parti communiste bulgare. Elle sort diplômée de la Haute école pédagogique de Sofia et devient professeur. Elle participe au soulèvement communiste de septembre 1923 et est condamnée à 15 ans de prison, étant également privée du droit d'enseigner. Elle est amnistiée en 1924. Elle devient ensuite rapidement membre des directions régionales de la branche armée du parti à Roussé, à Varna et à Plovdiv. Après l'attentat de la cathédrale Sainte-Nédélia de Sofia en 1925, elle est de nouveau emprisonnée puis condamnée à mort. L'exécution est reportée en raison de sa grossesse et sa peine capitale est remplacée en 1926 par une condamnation à perpétuité. En 1932, elle est amnistiée. Son fils, le chirurgien Chavdar Dragoychev, est né en prison.
En 1932, elle émigre à Moscou. Elle obtient un diplôme à l'École internationale Lénine et travaille au secrétariat international des femmes communistes du Komintern pendant un an. Elle retourne en Bulgarie en 1936 et est élue membre du Comité central du Parti communiste bulgare, poste qu'elle occupe jusqu'au 2 février 1990. À partir de 1941, elle est membre du Politburo du parti.
Pendant la Seconde Guerre mondiale, elle participe activement à la résistance au sein du Front patriotique, contre l'alignement de la Bulgarie sur les puissances de l'Axe. Elle est arrêtée en août 1941 et internée dans l'aile féminine Sveti Nikola du camp de concentration de Gonda Voda, près d'Assénovgrad. Elle y reste jusqu'en décembre.
Après le coup d'État de 1944 et la montée en puissance de son parti, Tsola Dragoycheva occupe un certain nombre de postes : secrétaire générale du Front patriotique (1944-1948), présidente de l'Union populaire féminine bulgare (1945-1950), ministre des Postes, des Télégraphes et des Téléphones (1947-1957), présidente du Comité national pour la protection de la paix (1949-1952), présidente du Comité des peuples pour l'amitié bulgaro-soviétique (1957-1977) et présidente d'honneur de cette dernière organisation en 1977. En 1945, elle assiste au congrès fondateur de la Fédération démocratique internationale des femmes à Paris.
Elle soutient les exécutions de Nikola Petkov, Traïcho Kostov et d'autres « ennemis du peuple ». Elle souhaite par ailleurs l'adhésion de la Bulgarie à l'Union soviétique afin qu'elle devienne sa XVIe république[réf. nécessaire] et a usé de la censure dans la culture et les arts. Amie proche de Yossif Kobzon et d'Andreï Tupolev, elle reçoit le prix Lénine pour la paix en 1971.
Ses mémoires donnent un aperçu détaillé de la vie des Bulgares vivant en Macédoine du Vardar pendant et après la Seconde Guerre mondiale ; elle exprime également les positions du parti sur la « question macédonienne », lesquelles ont été fortement critiquées par Ivan Mihailov, chef de l'Organisation révolutionnaire intérieure macédonienne.
Elle meurt le 26 mai 1993 à Sofia, à l'âge de 94 ans.

## Décorations
- Héros du peuple de la République de Bulgarie (1968)
- Héros du travail socialiste (1963)
- Ordre de Georgi Dimitrov, deux fois (1963, 1968)
- Ordre de Lénine
- Prix Lénine pour la paix (1971)

## Ouvrages
- Gebot der Pflicht, Mémoires, 1977
- Makedonien - kein Zankapfel, sondern Faktor der guten Nachbarschaft und der Zusammenarbeit : Erinnerungen und Gedanken, 1979
- Von der Niederlage bis zum Sieg, 1983